# Ауреол
Ауреол (погинуо 268. године) био је римски узурпатор, командант коњице под римским царем Галијеном. Под Галијеновом командом он је неколико побуна сам угушио, а онда се изненада сам окренуо против цара. Био је опседнут у Медиолануму, данашњем Милану 268. године. После Галијенове смрти, Ауреол се прогласио за цара, али се онда предао Клаудију II. Ауреола је убила преторијанска гарда. 
Ауреол је познат као један од Тридесеторице тирана и помиње се у древним изворима, укључујући Царске повести, Зонарасов епитом и Зосимову Нову историју (Historia Nova).